# Glicerol
Glicerol (glicerin) je jednostavno poliolno jedinjenje. To je bezbojna, bezmirisna, viskozna tečnost koja je u širokoj upotrebi u farmaceutskoj formulaciji. Glicerol sadrži tri hidrofilne hidroksilne grupe koje su odgovorne za njegovu rastvorljivost u vodi i njegovu higroskopnu prirodu. Glicerolna osnova je centralna strukturna komponenta svih lipida poznatih kao trigliceridi. Glicerol ima sladak ukus i nisku toksičnost.

## Proizvodnja
Glicerol formira osnovu triglicerida, i može biti proizveden saponifikacijom masti, npr. on je nusproizvod pravljenja sapuna.
On je takođe sporedni proizvod proizvodnje biodizela putem transesterifikacije. Trigliceridi (1) reaguju sa alkoholom poput etanola (2) u prisustvu katalitičke baze čime nastaju etil estri masnih kiselina (3) i glicerol (4):
Glicerol se može proizvesti različitim putevima iz propilena. Epihlorohidrinski proces je najvažniji. On se sastoji od hlorinacije propilena čime se formira alil hlorid, koji se oksidira hipohloritom do dihlorohidrina, koji reaguje sa jakom bazom i formira epihlorohidrin. Epihlorohidrin se hidrolizuje do glicerola.

## Literatura
- Milne, George W. A.; Lide, David R. (1994). Handbook of data on organic compounds. Boca Raton: CRC Press. ISBN 978-0-8493-0445-3.

## Spoljašnje veze
- Glicerol na
- Apsolutni alkohol koristeći glicerol